# Hana Třeštíková
Hana Třeštíková (* 21. března 1982 Praha) je česká filmová producentka, režisérka a komunální politička. Od roku 2014 je zastupitelkou a radní městské části Praha 7, od roku 2018 též místostarostkou městské části Praha 7 a též zastupitelkou hlavního města Prahy, jehož byla v letech 2018–2023 také radní.

## Přehled činnosti
Po maturitě pracovala 3 roky jako produkční festivalu Febiofest a pak absolvovala obor produkce na Filmové a televizní fakultě Akademie múzických umění v Praze. Od roku 2011 produkuje filmy a pořady ve své vlastní produkční firmě.
V roce 2016 byly nominovány na Českého lva v kategorii Nejlepší dokumentární film dokumenty Bratříček Karel a Zkáza krásou, které produkovala. Její matkou je režisérka Helena Třeštíková, její otec Michael Třeštík je architekt, publicista a vydavatel, bratrem je fotograf Tomáš Třeštík, švagrovou spisovatelka Radka Třeštíková.

## Politická angažovanost
V komunálních volbách v roce 2014 byla jako nestraník za volební stranu Praha 7 sobě zvolena zastupitelkou městské části Praha 7. V listopadu 2014 se stala radní městské části, kde má v kompetenci kulturu, sport a sousedské vztahy. Ve volbách v roce 2018 mandát zastupitelky městské části za volební stranu Praha 7 sobě obhájila a vedle radní se stala místostarostkou.
Zároveň byla v komunálních volbách v roce 2018 zvolena jako nestraník za volební stranu Praha sobě zastupitelkou hlavního města Prahy. Figurovala na druhém místě kandidátky a získala 76 720 preferenčních hlasů. Dne 15. listopadu 2018 byla zvolena radní hlavního města Prahy pro oblast kultury, památkové péče, výstavnictví a cestovního ruchu. Ve své funkci zřídila pro lepší zvládání nočního života v Praze dle amsterdamského vzoru post nočního starosty a řídila podporu kulturnímu sektoru zasaženému omezeními proti šíření pandemie covidu-19. Otevřeným dopisem se ohradila proti prezidentovi republiky, který kritizoval kulturní sféru za nečinnost v době pandemie, kde uvedla množství dobročinných iniciativ, které umělci v době pandemie zorganizovali.
V komunálních volbách v roce 2022 obhájila z pozice nestraníka za Praha sobě post zastupitelky hlavního města Prahy. Za stejné uskupení byla zvolena i zastupitelkou městské části Praha 7. Její strana se však nestala součástí nové magistrátní koalice, a proto v únoru 2023 skončila ve funkci radní hlavního města.

## Dílo
Hlavní oblasti tvorby:

### Produkce
- 2012 - Občan K.
- 2013
  - DK
  - Vojta Lavička: Nahoru a dolů
  - Šmejdi
  - Život s Kašparem
- 2016 - Bratříček Karel
- 2017 - Sbohem děcáku
- 2018 - Dobrodružství archeologie (TV seriál)

### Režie
- 2002 - Moje Praha (asistentka režie)
- 2003 - Město bez dechu (asistentka režie)
- 2004 - Oběti: Jiný člověk (asistentka režie)
- 2012 - Český kalendář (TV film)
- 2014 - Deset let
- 2016 - Manželské etudy: Nová generace